# Альберт Спаджіарі
Альберт Спаджіарі (фр. Albert Spaggiari), (нар. 14 грудня 1932 — пом. 8 червня 1989) — французький злочинець італійського походження. Відомий завдяки своєї участі в пограбуванні банку «Société Générale» у 1976 році в Ніцці.

## Історія з пограбуванням

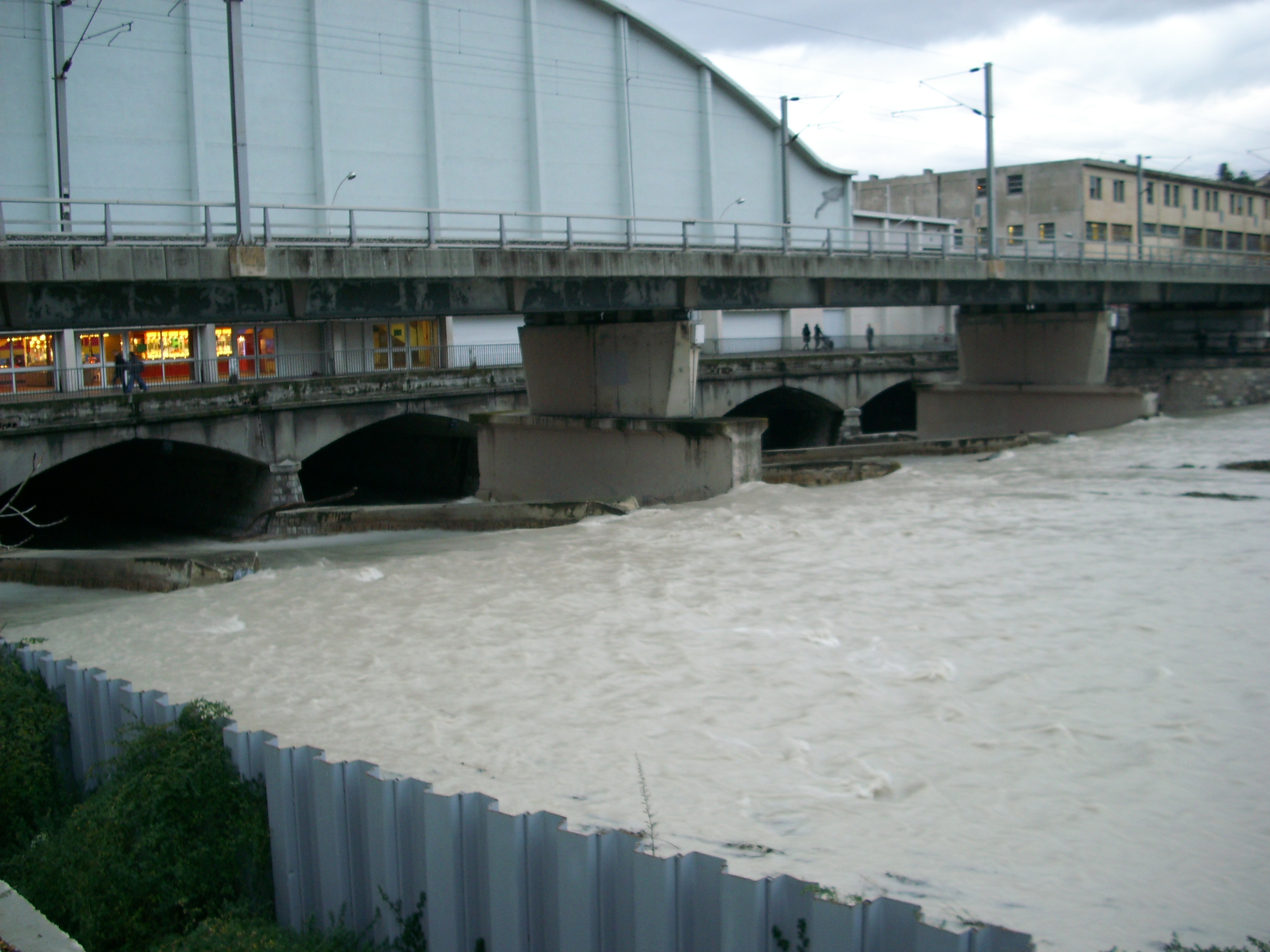
Саме тут спільники потрапляли до міської каналізації.

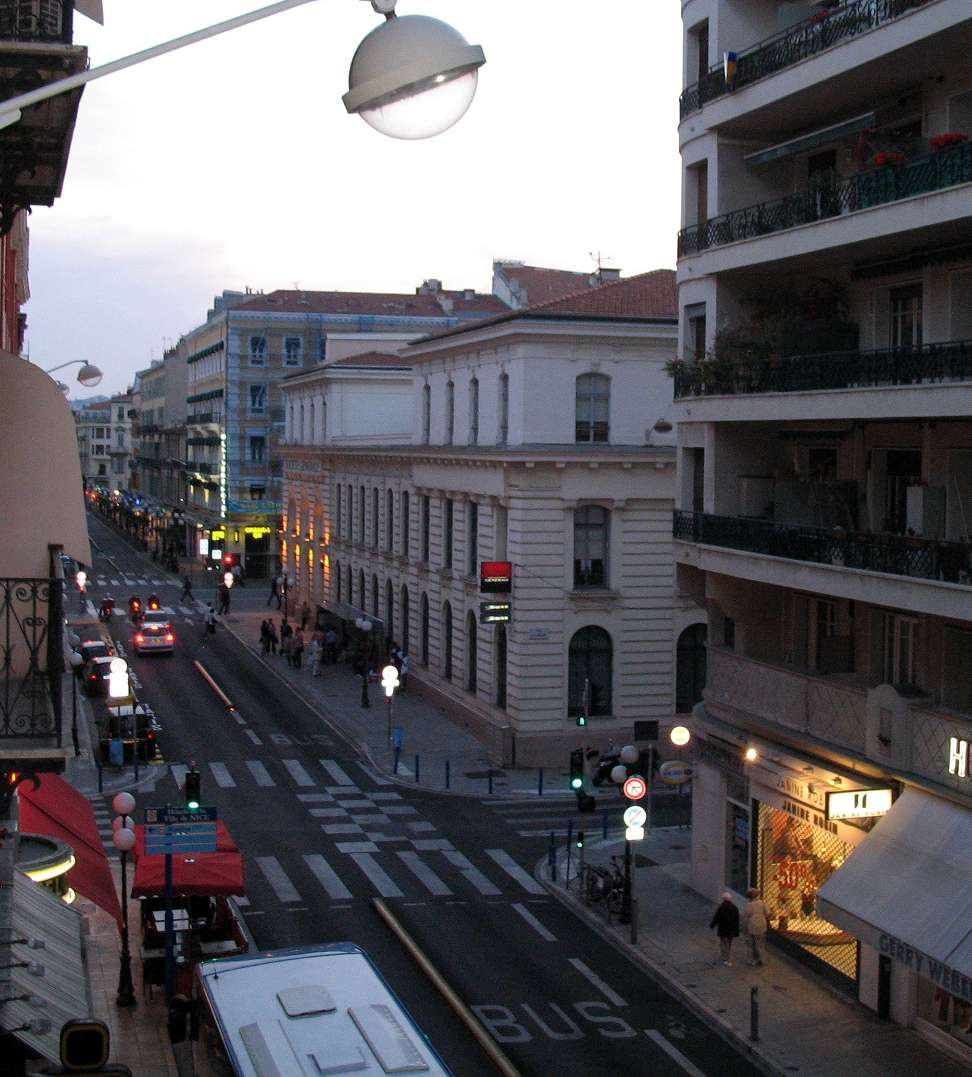
Будівля банку «Société Générale» в Ніцці. (світлина 2008 року)

Альберт Спаджіарі — колишній військовий, який після відставки відкрив власне фотоательє у Ніцці. Фотоательє, мабуть, не покривало видаткових статей Альберта, і він вирішив піти легшим шляхом збагачення. Для цього він зійшовся з колишніми товаришами по службі зі спецслужб, які досконало володіли конспірацією й умінням вивідувати інформацію. Мабуть, цим і пояснюється той факт, що після пограбування банку ніхто, крім самого Альберта не був затриманий, та й той зміг втекти від правосуддя.
Спільникам вдалося дізнатися, що сховище банку «Société Générale» знаходиться недалеко від колектора міської каналізації. Вони вирішили зробити підкоп. Для доступу до сейфів довелося продовбати метрову залізобетонну стіну і спеціальні загороджувальні металеві конструкції. Для успішного проведення земляних робіт систему сигналізації банку протестували на чутливість до вібрацій і звуків. Один з поплічників заклав у комірку сховища механічний будильник. Вночі будильник спрацював, сигналізація — ні. Через два місяця праці усе було готове. Пограбування домовились провести на загальнонаціональне свято Франції — день взяття Бастилії. У той день вони успішно проникли до сховища і, згідно свідчень поліцейських, влаштували там бенкет з великою кількістю їжі і спиртних напоїв. Під час загального святкування в середині сховища, спільники роздивлялися інтимні світлини місцевих зірок узяті з однієї з комірок сховища. Наостанок вони акуратно розвісили їх на стінах кімнати сховища і написали на стіні: «Без зброї, без ненависті, без жорстокості» (фр. Sans armes, ni haine, ni violence). У стані алкогольної ейфорії злодії залишила будівлю банку, вкравши 50 мільйонів франків (30 мільйонів євро на сучасний перерахунок).
Мер міста Ніцци підняв на вуха усю місцеву поліцію. І шляхом титанічних зусиль вони таки вийшли на слід Альберта Спаджіарі, якого затримали. У будівлі суду Спаджіарі пішов на хитрощі: написав на листку паперу якусь закручену шифровку, яка нібито спростовувала його вину. Поки суддівська колегія намагалась зрозуміти зміст написаного, Спаджіарі вистрибнув з вікна на дах автомобіля що стояв унизу і втік на заздалегідь підготовленому його спільниками мотоциклі. Більше його ніхто не бачив, але ходили чутки, що він безбідно проживав в Аргентині, де й помер у 1989 від раку горла. Його тіло було манівцями доставлено на батьківщину невідомими особистостями. Про інших учасників пограбування банку взагалі нічого не відомо.

## Продовження історії у 2010 році
У 2010 році у Франції вийшла книга невідомого під ім'ям «Amigo», в якій в деталях розповідається про саме пограбування, крім того — стверджується, що сам «Amigo» і є організатор пограбування, а ніякий не Спаджіарі. Поліція знайшла автора — ним виявився Жак Касандрі (Jacques Cassandri). Станом на 2011 рік ведеться слідство. В усякому випадку навіть при доведенні вини Жака Касандрі, йому нічого не загрожує, оскільки закінчився термін давності. Можуть хіба притягти за відмивання грошей.